# Cyrtandra palawensis
Cyrtandra palawensis är en tvåhjärtbladig växtart som beskrevs av Rudolf Schlechter. Cyrtandra palawensis ingår i släktet Cyrtandra och familjen Gesneriaceae. Inga underarter finns listade i Catalogue of Life.